# Keon Daniel
Keon Kelly Daniel (ur. 16 stycznia 1987 w Lambeau) – trynidadzki piłkarz występujący na pozycji środkowego pomocnika. W latach 2008–2013 reprezentant Trynidadu i Tobago.

## Życiorys

### Kariera klubowa
Daniel uczęszczał do Signal Hill Secondary School na swojej rodzinnej wyspie Tobago, a później do St Clair Coaching School. W 2005 udał się na testy do Manchesteru United, jednak szybko powrócił do ojczyzny i rozpoczął profesjonalną karierę w zespole United Petrotrin F.C. z TT Pro League. Mimo regularnej gry w pierwszym składzie nie osiągnął z nim żadnych sukcesów i po trzech latach spędzonych w Petrotrin udał się na treningi do innego angielskiego klubu, West Ham United. Ponownie nie znalazł jednak angażu na wyspach i powrócił do ojczyzny, podpisując kontrakt z Caledonia AIA. Jej barwy reprezentował w sezonie 2009 i zajął wówczas trzecie miejsce w lidze.
W 2010 Daniel przeszedł do portorykańskiego klubu Puerto Rico Islanders, występującego w drugiej lidze amerykańskiej – USSF Division 2 Professional League. W nowym zespole zadebiutował 26 czerwca 2010 na stadionie Marina Auto Stadium (Rochester, Stany Zjednoczone) w przegranym 0:3 ligowym spotkaniu z Rochester Rhinos, natomiast pierwszą bramkę strzelił 4 lipca tego samego roku na stadionie House Park (Austin, USA) w zremisowanej 1:1 konfrontacji z Austin Aztex. Na koniec sezonu pomógł Islanders wygrać rozgrywki ligowe, a także zwyciężyć w turnieju CFU Club Championship.
Przed sezonem 2011 Daniel trenował z prowadzoną przez Piotra Nowaka ekipą Philadelphia Union i po udanych testach podpisał z nią kontrakt w marcu. W Major League Soccer pierwszy mecz rozegrał 3 kwietnia na stadionie Dignity Health Sports Park (Carson, USA) przeciwko Los Angeles Galaxy, przegrany ostatecznie 0:1, a premierowego gola w najwyższej klasie rozgrywkowej zdobył 11 czerwca na stadionie PPL Park (Chester, USA) w zremisowanym 1:1 spotkaniu z Real Salt Lake.
W maju 2014 podpisał trzyletni kontrakt z Miedzią Legnica. Na początku 2015 roku został wypożyczony do Floty Świnoujście, jednak po sezonie 2014/2015 wrócił do Miedzi.
Podczas zimowego okienka transferowego sezonu 2017/2018 Daniel przyszedł do polskiego klubu GKS Tychy jako wolny zawodnik. W nowej drużynie zadebiutował 3 marca 2018 na Stadionie Miejskim (Tychy, Polska) w wygranym 2:1 spotkaniu I ligi z Chrobrym Głogów. Pierwszą bramkę w barwach tyskiego klubu zdobył 24 listopada 2018 w wygranym 4:0 meczu ligowym z GKS Katowice. 30 stycznia 2019 przedłużył swoją umowę z GKS-em do 30 czerwca 2020.

### Kariera reprezentacyjna
W 2007 Keon Daniel został powołany przez selekcjonera Wima Rijsbergena na Złoty Puchar CONCACAF, jednak nie rozegrał wówczas ani jednego meczu, natomiast jego drużyna odpadła z turnieju już po fazie grupowej. W seniorskiej reprezentacji Trynidadu i Tobago zadebiutował dopiero 29 stycznia 2008 na stadionie Ato Boldon Stadium (Couva, Trynidad i Tobago) w wygranym 2:1 meczu towarzyskim przeciwko reprezentacji Gujany, kiedy to zanotował także pierwsze trafienie w kadrze narodowej. Szybko został podstawowym graczem reprezentacji i wziął z nią udział w eliminacjach do Mistrzostw Świata 2010, na które ostatecznie reprezentacja Trynidadu i Tobago się nie zakwalifikowała. Wystąpił wówczas w szesnastu spotkaniach i czterokrotnie wpisywał się na listę strzelców – dwukrotnie w meczu przeciwko reprezentacji Kuby (3:1) i jeden raz w konfrontacji z reprezentacją Gwatemali (1:1) i rewanżu z reprezentacją Kuby (3:0).
W 2011 Keon Daniel wystąpił w eliminacjach do Mistrzostw Świata 2014, w trakcie których strzelił bramkę w wygranym 2:0 pojedynku z reprezentacją Barbadosu. Mimo to jego reprezentacja ponownie nie zdołała się dostać na mundial. W reprezentacji wystąpił 59 razy, strzelając 14 goli.

## Sukcesy

### Klubowe
Puerto Rico Islanders
- Zwycięzca USSF Division 2 Professional League: 2010

GKS Tychy
- Ćwierćfinalista w Pucharze Polski: 2019/2020

### Reprezentacyjne
Trynidad i Tobago
- Zdobywca drugiego miejsca w Pucharze Karaibów: 2012